# بی‌نظیر بوتو
بی‌نظیر بوتو (اردو: بینظیر بهٹو؛ ۲۱ ژوئن ۱۹۵۳ – ۲۷ دسامبر ۲۰۰۷) سیاستمدار پاکستانی بود. وی طی دو دوره از سال‌های ۱۹۸۸ تا ۱۹۹۰ و همچنین ۱۹۹۳ تا ۱۹۹۶ نخست‌وزیر پاکستان از حزب مردم بود.
بی نظیر بوتو از جمله چهره‌ها و مسئولان سیاسی زن موفق در کشور پاکستان و در سرتاسر دنیا است که توانست به عنوان یک چهره سیاسی از حزب مردم کشور پاکستان به قدرت رسیده و نظر عمومی مردم پاکستان را در دوره مسئولیتش در حکومت پاکستان جلب نماید. وی اولین زن مسلمان در تاریخ جهان اسلام بود که به مقام نخست‌وزیری در یک کشور اسلامی رسید. بی نظیر بوتو یک مسئول حکومتی و یک چهره سیاسی از حزب مردم پاکستان است که با داشتن اصالت اصیل پاکستانی نه تنها در دوره‌های نخست‌وزیری اش بلکه در دوران بعد از نخست‌وزیری اش توانست خود را به عنوان یک چهره سیاسی در جامعه پاکستان بروز داده و حفظ کند. وی در طول دوران فعالیت سیاسی خود بارها به اتهام فساد مالی مواجه شده بود و به همین دلیل از مقام نخست‌وزیری برکنار شد. او نیز همچون پدرش ذوالفقار علی بوتو دارای گرایش‌های سوسیالیستی، پوپولیستی و سکولار می‌دانند. وی سرانجام در دسامبر ۲۰۰۷ در پاکستان ترور شد.
مادر بی‌نظیر بوتو، نصرت بوتو اصالتاً از ایرانیان کردزبان بود.

## آغاز زندگی
بی‌نظیر بوتو در ۲۱ ژوئن ۱۹۵۳ در کراچی، ایالت سند به دنیا آمد. پدرش سیاستمدار ذوالفقار علی بوتو بود. مادرش بیگم نصرت بوتو در اصفهان از خانوادهٔ بازرگان ثروتمند ایرانی (که کردتبار بودند) به‌دنیا آمد. پدر ذوالفقار، سیاستمدار برجسته شاه نواز بوتو بود که به‌عنوان نخست‌وزیر دولت جوناگاد خدمت کرده بود. خانوادهٔ اشرافی بوتو از زمین‌داران ثروتمند اهل ایالت سند بودند. آن‌ها مسلمانان شیعه‌مذهب بودند.
بی‌نظیر در زندگی‌نامه خود دختر شرق می‌گوید: «دفتر خاطرات یکی از اجدادمان با ذکر جزئیات خانواده، در زمان پدربزرگم در سیل عظیمی از بین رفت. اما در کودکی به ما می‌گفتند که یا از تبار راجپوت‌ها… یا از تبار اعراب (که از طریق استان زادگاهمان سند در سال ۷۱۲ پس از میلاد وارد هند شدند) بودیم.
برخی می‌گویند بی‌نظیر از نسل آرائین‌ها، قبیله‌ای مسلمان از پنجاب است که طایفه‌ای به نام بوتا دارند، و همچنین ادعا می‌کنند که از نسل اعراب است که در سال ۷۱۲ پس از میلاد وارد هند شدند، در حالی که برخی دیگر می‌گویند بی‌نظیر از تبار راجپوت‌ها است.
پدر و مادرش در سپتامبر ۱۹۵۱ ازدواج کرده بودند، و بی‌نظیر نخستین فرزند آنها بود. نام عمه‌اش را به او دادند که در جوانی فوت کرده بود.  سه فرزند کوچکتر خانواده بوتو: مرتضی (زادهٔ ۱۹۵۴)، صنم (۱۹۵۷) و شهنواز (۱۹۵۸) بودند. هنگامی که شاه نواز سالخورده در سال ۱۹۵۷ درگذشت، ذوالفقار زمین‌های خانواده را به ارث برد و بسیار ثروتمند شد.
زبان اول بی‌نظیر انگلیسی بود. او در کودکی با اینکه به زبان اردو مسلط بود، به مراتب کمتر با این زمان صحبت می‌کرد. او کم و بیش به زبان محلی سندی صحبت می‌کرد. مادرش در کودکی زبان پارسی را به او آموخت. بی‌نظیر ابتدا در مهد کودک لیدی جنینگز در کراچی تحصیل کرد. او سپس به صومعه عیسی و مریم در کراچی و از آن‌جا به صومعه مسیح و مریم، مدرسه شبانه‌روزی در مری، راولپندی، فرستاده شد. مری در نزدیکی مرز هند است، و طی جنگ هند و پاکستان در سال ۱۹۶۵، بوتو و دیگر دانش‌آموزان تحت حمله هوایی قرار داشتند. بوتو با شرکت در امتحانات خود در دسامبر ۱۹۶۸، سطح O تحصیلات خود را با نمرات بالا گذراند.
بوتو در طول دوران جوانی‌اش، احترام خیلی زیادی به پدرش می‌گذاشت، و پدرش نیز به نوبهٔ خود، موافق رشد تحصیلی او بود که در مغایرت با رویکردهای سنتی تحصیل زنان پاکستان در آن زمان بود. با این حال، روابط بین والدین در دوران کودکی او تیره بود. ذوالفقار با زنان دیگر وارد روابطه شد و وقتی نصرت ناخشنود بود، ذوالفقار او را از خانه بیرون انداخت. نصرت به ایران نقل مکان کرد، اما پس از اینکه ذوالفقار از پیوستن فرزندانش به او در ایران ممانعت کرد، شش ماه بعد به پاکستان بازگشت و در کراچی ساکن شد. بوتو در طول زندگی خود هرگز به‌طور علنی به اختلاف خانوادگی اذعان نکرد.
هنگامی که بوتو پنج ساله بود، پدرش وزیر انرژی کابینه شد و زمانی که او نه ساله بود وزیر امور خارجه کشور شد. او از دوران کودکی با دیپلمات‌ها و شخصیت‌های خارجی که به دیدار پدرش می‌رفتند، از جمله جئو ئن لای، هنری کیسینجر و هیوبرت هامفری رویارویی داشت. هنگامی که او سیزده ساله بود، پدرش از دولت استعفا کرد و یک سال بعد حزب مردم پاکستان (PPP) را تأسیس کرد. این حزب از یک استراتژی عوام‌گرایی برای جذب آرا استفاده کرد و وعدهٔ نان، لباس و مسکن برای هر پاکستانی می‌داد و بر بازگشت قلمرو مورد مناقشه کشمیر از کنترل هند به پاکستان اصرار داشت. بی‌نظیر بلافاصله به آن پیوست. ذوالفقار در سال ۱۹۶۸ در بحبوحه شورش‌ها علیه دولت رئیس‌جمهور محمد ایوب خان دستگیر و به مدت سه ماه زندانی شد و طی آن به بی‌نظیر نامه نوشت تا او را تشویق به تحصیل کند.

## بازگشت به پاکستان

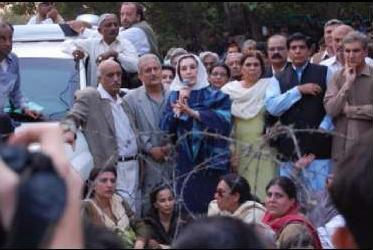

او پس از اینکه ۸ سال را در تبعید خودخواسته به سر برد در ۱۸ اکتبر ۲۰۰۷ به پاکستان بازگشت. او تبعید خود را در بریتانیا و دبی گذراند. بی‌نظیر بوتو در حالی که در مسیر بازگشت خود به خانه بود، مورد حمله تروریستی قرار گرفت، اما به خود وی آسیبی نرسید، ولی این حمله حداقل ۱۳۵ کشته و ۳۲۰ زخمی بر جای گذاشت.
بی‌نظیر بوتو ساعاتی بعد از این انفجار در گفتگو با هفته نامه فرانسوی پاری مچ، محافظه کاران هوادار ژنرال ضیاءالحق، فرمانده نظامی سابق پاکستان را به حمایت از افراطی‌هایی که قصد کشتن او را داشتند متهم کرد. خانم بوتو گفت افراطیون مسلمان نمی‌توانند بدون پشتیبانی از غارهایشان در کوه‌ها بیرون بیایند و عملیات انجام دهند.
او در ۹ نوامبر ۲۰۰۷ به‌مدت ۳۰ روز در بازداشت خانگی قرار گرفت، اما در پی در خواست جورج بوش رئیس‌جمهور آمریکا این بازداشت لغو شد.

## اتهام فساد مالی خانواده بی‌نظیر بوتو
بی‌نظیر بوتو و همسرش بارها توسط دادگاه‌ها و دولت‌های پاکستان و کشورهای مختلف به فساد مالی متهم، و با حکم دادگستری پاکستان به زندان محکوم شدند. اثبات این اتهامات باعث شد که بی‌نظیر بوتو در سال ۱۹۹۶ از مقام خود برکنار شود. آصف‌علی زرداری همسر بوتو، پیش‌تر مقام وزارت سرمایه‌گذاری پاکستان را عهده‌دار بوده است.
در ۲۷ آوریل ۱۹۹۸، دادگاهی در پاکستان حکم به انسداد دارایی‌های بی‌نظیر بوتو و همسرش آصف‌علی زرداری داد. بر اساس این حکم، حق استفاده بوتو و شوهرش از حساب‌های بانکی و خرید و فروش املاک از آن‌ها سلب شد. پیش از این هم دادگاهی در بریتانیا خواستار تفحص در دارایی‌های این زوج شده بود.
در ۲۳ ژوئیه ۱۹۹۸، دولت سوئیس مدارکی را مبنی بر دست داشتن بی‌نظیر بوتو و همسرش در فساد مالی، پولشویی، و دریافت رشوه در سوئیس به دولت پاکستان تحویل داد. این اقدام در حالی صورت گرفت که همسر بی‌نظیر بوتو در رابطه با قتل برادر زنش در زندانی در پاکستان به سر می‌برد.
در ۷ مه ۱۹۹۹ دولت لهستان مدارکی را در اختیار دولت پاکستان قرار داد که نشان می‌داد بی‌نظیر بوتو و همسرش آصف‌علی زرداری در جریان خرید هشت هزار دستگاه تراکتور از کارخانه‌ای در لهستان، مبلغ قابل توجهی رشوه برای عقد قرارداد دریافت کرده بوده‌اند. بر اساس این مدارک، بوتو و همسرش رشوه دریافتی را به حسابی در یک بانک سوئیسی واریز کرده بودند. دولت سوئیس پیش از این مدارک مربوط به انتقال این پول را به دولت پاکستان تحویل داده بود. مدارک تحویل داده شده از سوی دولت لهستان شامل اسناد انتقال بانکی و پیام‌های فکس بین کارخانه تراکتورسازی لهستانی و دلال معامله بوده است. یک ماه پیش از این، دادگاهی در پاکستان بی‌نظیر بوتو و همسرش را به اتهام فساد مالی به ۵ سال زندان و پرداخت ۸ و نیم میلیون دلار جریمه محکوم کرده بود.
در ۲۷ سپتامبر ۲۰۰۰، دولت بریتانیا پذیرفت که اسناد و مدارک مربوط به اموال آصف‌علی زرداری، همسر بی‌نظیر بوتو را به دولت پاکستان تحویل دهد. دولت تازه‌کار پرویز مشرف همسر بوتو را به کلاه‌برداری و اختلاس میلیون‌ها دلار از پاکستان متهم کرده بود. از جمله اموالی که در گزارش بریتانیا ذکر شد، مدارک مربوط به خرید خانه‌ای ۹-خوابه و اعیانی توسط همسر بی‌نظیر بوتو به در شهر ساری در نزدیکی لندن بود. دولت پاکستان معتقد بود که این اموال با استفاده از پول‌های اختلاس شده خریداری شده‌اند و اسناد آن باید به دادگاه تحویل داده شوند.

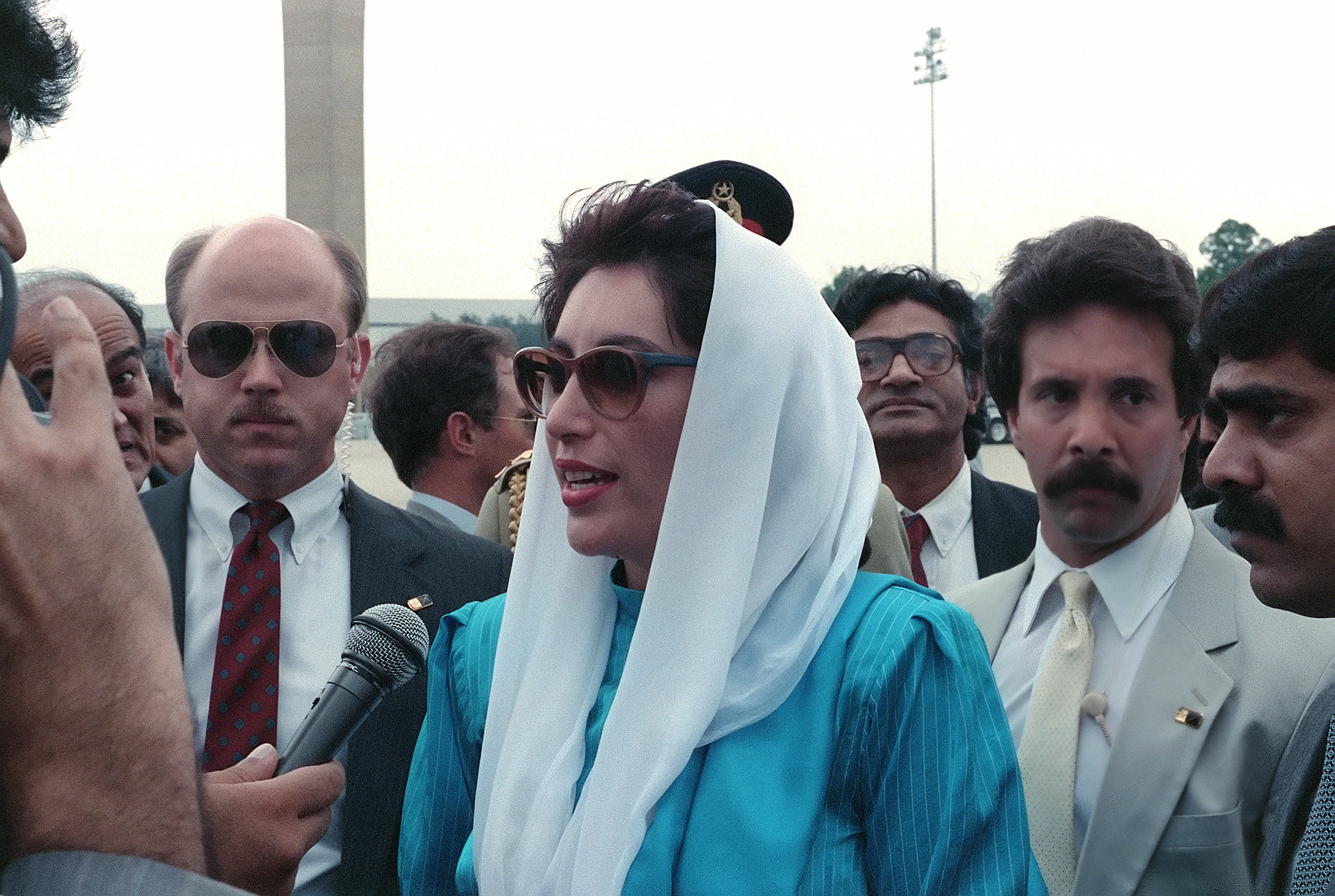
بی‌نظیر بوتو در سال ۱۹۸۸

پدر و دو برادر بی‌نظیر بوتو نیز متهم شده بودند که مبلغ هنگفتی از شرکتی در لندن به عنوان وام دریافت کرده، اما از بازپرداخت وام سر باز زده بوده‌اند. دادگاه عالی لندن آن‌ها را گناهکار شناخت و به پرداخت ۳۲ و نیم میلیون دلار محکوم کرد.

## ترور و مرگ

تصویر از بی‌بی‌سی

سرانجام پس از چندین رشته ترور ناموفق، بی‌نظیر بوتو در تاریخ ۲۷ دسامبر ۲۰۰۷ میلادی در یک حمله تروریستی-انتحاری در شهر راولپندی در استان پنجاب به قتل رسید. پرویز مشرف رئیس‌جمهور وقت پاکستان این ترور را به گروه‌های تروریستی نسبت داد. در این اقدام تروریستی بی‌نظیر بوتو از ناحیه سر گردن و سینه هدف شلیک گلوله قرار گرفت و نهایتاً دقایقی پس از ساعت شش به وقت محلی در بیمارستان جان سپرد. تیرانداز سپس در اقدامی انتحاری با انفجار بمبی خود را کشت. در اثر این انفجار ۲۲ نفر کشته و تعدادی زخمی شدند. این ترور باعث ایجاد شورش‌های فراوانی در سرتاسر پاکستان شد. در پی مرگ وی ۳ روز عزای عمومی در پاکستان اعلام شد.

بسیاری از رهبران جهان این عمل تروریستی را محکوم کرده‌اند. جرج بوش در این رابطه گفت:
ایالات متحده به شدت این حرکت بزدلانه تندروهای آدمکش که سعی بر تضعیف «دموکراسی پاکستان» دارند را محکوم می‌کند. کسانی که این جنایت را مرتکب شده‌اند باید محاکمه شوند.
منوچهر متکی وزیر خارجه وقت ایران نیز ضمن همدردی با ملت و خانواده بوتو اعلام کرد «مسببین این اقدام جنایتکارانه به سزای عمل خود برسند».